# Hans Günther Bastian
Hans Günther Bastian (* 22. Juni 1944 in Niederzeuzheim; † 11. Juli 2011 in Salzburg, Österreich) war ein deutscher Musikwissenschaftler und Musikpädagoge. Er war Gründungsdirektor des Institutes für Begabungsforschung und Begabtenförderung in der Musik.

## Leben
Bastian studierte, nachdem er 1963 an der Fürst-Johann-Ludwig-Schule in Hadamar das Abitur erworben hatte, an der Johann Wolfgang Goethe-Universität in Frankfurt am Main Musik, Mathematik und Katholische Theologie für das Lehramt an Grund-, Haupt- und Realschulen. 1975–1980 war er pädagogischer Mitarbeiter im Institut für Musikwissenschaft und Musikpädagogik der Universität Gießen und studierte parallel dazu Systematische Musikwissenschaft. 1980 erfolgte die Promotion in den Fächern Systematische Musikwissenschaft, Psychologie und Erziehungswissenschaft. Hans Günther Bastian lehrte als Ordentlicher Professor für Musikpädagogik von 1980 bis 1986 an der Universität Bonn und von 1986 bis 1998 an der Universität-GH Paderborn mit Schwerpunkt Empirische Musikpädagogik und Musikpädagogische Psychologie. Seit 1980 hatte er außerdem Lehraufträge an den Hochschulen für Musik in Köln und Detmold. 
Hans Günther Bastian wohnte in Saaldorf bei Salzburg. Am 11. Juli 2011 verstarb Hans Günther Bastian an den Folgen eines schweren Verkehrsunfalls in Freilassing (Deutschland), nahe Salzburg.

## Leistungen
Hans Günther Bastian war Gründungsdirektor des Institutes für Begabungsforschung und Begabtenförderung in der Musik (IBFM), das seit 1992 besteht. Seit 1998 hatte er den Lehrstuhl für Musikpädagogik an der Goethe-Universität Frankfurt am Main inne. Daneben führte er den Vorsitz verschiedener Berufsfachverbände wie in der Bundesfachgruppe Musikpädagogik, im Arbeitskreis musikpädagogische Forschung und in der Fachkommission Musikpädagogische Forschung im Deutschen Musikrat. Seit 1998 war er Geschäftsführender Direktor des Institutes für Musikpädagogik an der Goethe-Universität Frankfurt am Main. 
Bastians Arbeits- und Forschungsschwerpunkt liegt auf dem Gebiet der empirischen musikpädagogischen Forschung. Sein jüngstes Projekt war eine Langzeitstudie an Berliner Grundschulen Zum Einfluss erweiterter Musikerziehung (EMU) auf die allgemeine und individuelle Entwicklung von Kindern. 
Bastian-Studie
Es handelt sich um eine Langzeitstudie, die die Entwicklung von Kindern an Grundschulen mit verstärktem Musikunterricht im Vergleich zu Kindern an Schulen mit regulärem Musikunterricht untersucht. Von 1992 bis 98 wurden die Schüler von sieben Berliner Grundschulen untersucht. Man verglich hierbei Schüler mit verstärktem Musikunterricht mit Schülern mit regulärem Musikunterricht. Untersucht wurden Sozialverhalten, Intelligenzquotient und Konzentrationsfähigkeit vor, während und nach Abschluss des jeweils untersuchten Unterrichtsabschnitt. Die Ergebnisse zeigen, dass die Entwicklung der Kinder mit verstärktem Musikunterricht zu Beginn der Unterrichtsphase zunächst weitgehend parallel zur Kontrollgruppe verlief. Je länger die Kinder verstärkten Musikunterricht hatten, desto signifikanter wurden Entwicklungsunterschiede bei den folgenden Persönlichkeitsmerkmalen:
Bei den Kindern der Klassen mit verstärktem Musikunterricht wurde gegen Ende des Untersuchungszeitraums eine messbare Steigerung des Intelligenzquotienten gegenüber der Kontrollgruppe festgestellt. Dies galt sowohl für Kinder, die vor dem Untersuchungszeitraum einen überdurchschnittlichen IQ hatten, als auch für solche, die einen durchschnittlichen oder unterdurchschnittlichen IQ hatten. Im Allgemeinen waren die IQ-Werte in den Musikklassen am Ende homogener verteilt, d. h. die Spitzenwerte sowohl nach oben als auch nach unten stachen weniger weit vom Durchschnitt ab als in der Kontrollgruppe.
Kritik
Im Rahmen des fachlichen Diskurses wurde z. T. heftige Kritik an der Studie geübt. Dies betrifft vor allem die methodische Anlage sowie die Interpretation und Präsentation der Ergebnisse und stellt nicht zuletzt die vermeintlich gefundenen Ergebnisse grundsätzlich in Frage. Anderseits spielte man die „Musik-macht-schlau-Devise“ so hoch, dass selbst Bastian sich überrascht zeigte. Nach 2007 hat er eine Replik auf die von Psychologen erstellte Expertise des BMBF geschrieben, die ursprüngliche Intentionen klarstellen und aufgetürmte Urteile bereinigen sollten.

## Auszeichnungen
- 2004: Binding-Kulturpreis

## Schriften
Bastian hat über 30 Texte publiziert (vgl. DNB-Portal), darunter
- Musik(erziehung) und ihre Wirkung (2000)
- Kinder optimal fördern – mit Musik